# Ligne Yahiko
La ligne Yahiko (弥彦線, Yahiko-sen) est une ligne ferroviaire exploitée par la East Japan Railway Company (JR East), dans la préfecture de Niigata au Japon. Elle relie la gare de Yahiko à Yahiko à la gare de Higashi-Sanjō à Sanjō.

## Histoire
La ligne a été ouverte par étapes entre 1916 et 1926.

## Caractéristiques

### Ligne
- Longueur : 17,4 km
- Écartement : 1 067 mm
- Électrification : 1 500 V CC
- Nombre de voies : voie unique

### Tracé
|  |

### Services et interconnexion
La ligne est parcourue par des trains omnibus.

### Liste des gares

Carte de la ligne.

| Gare          | Nom japonais | Distance depuis Yahiko (km) | Correspondances             | Localisation |
| ------------- | ------------ | --------------------------- | --------------------------- | ------------ |
| Yahiko        | 弥彦         | 0                           |                             | Yahiko       |
| Yahagi        | 矢作         | 2,3                         |                             | Yahiko       |
| Yoshida       | 吉田         | 4,9                         | JR East : Echigo            | Tsubame      |
| Nishi-Tsubame | 西燕         | 8,0                         |                             | Tsubame      |
| Tsubame       | 燕           | 10,3                        |                             | Tsubame      |
| Tsubame-Sanjō | 燕三条       | 12,9                        | JR East : Jōetsu Shinkansen | Sanjō        |
| Kita-Sanjō    | 北三条       | 15,4                        |                             | Sanjō        |
| Higashi-Sanjō | 東三条       | 17,4                        | JR East : Shin'etsu         | Sanjō        |

## Matériel roulant
La ligne est parcourue par des rames série E129. Elle était autrefois parcourue par des rames séries 115 et série E127.

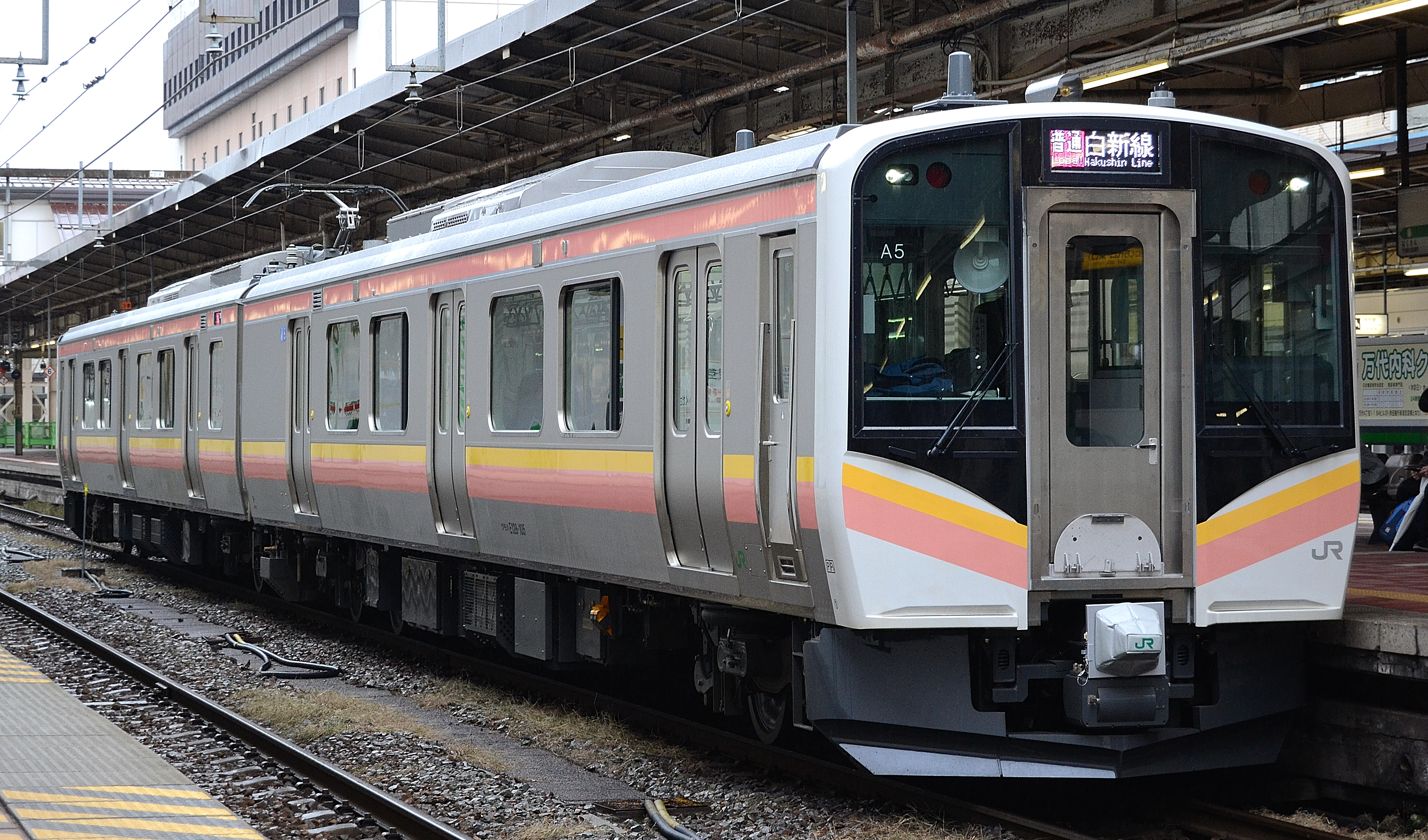
Série E129
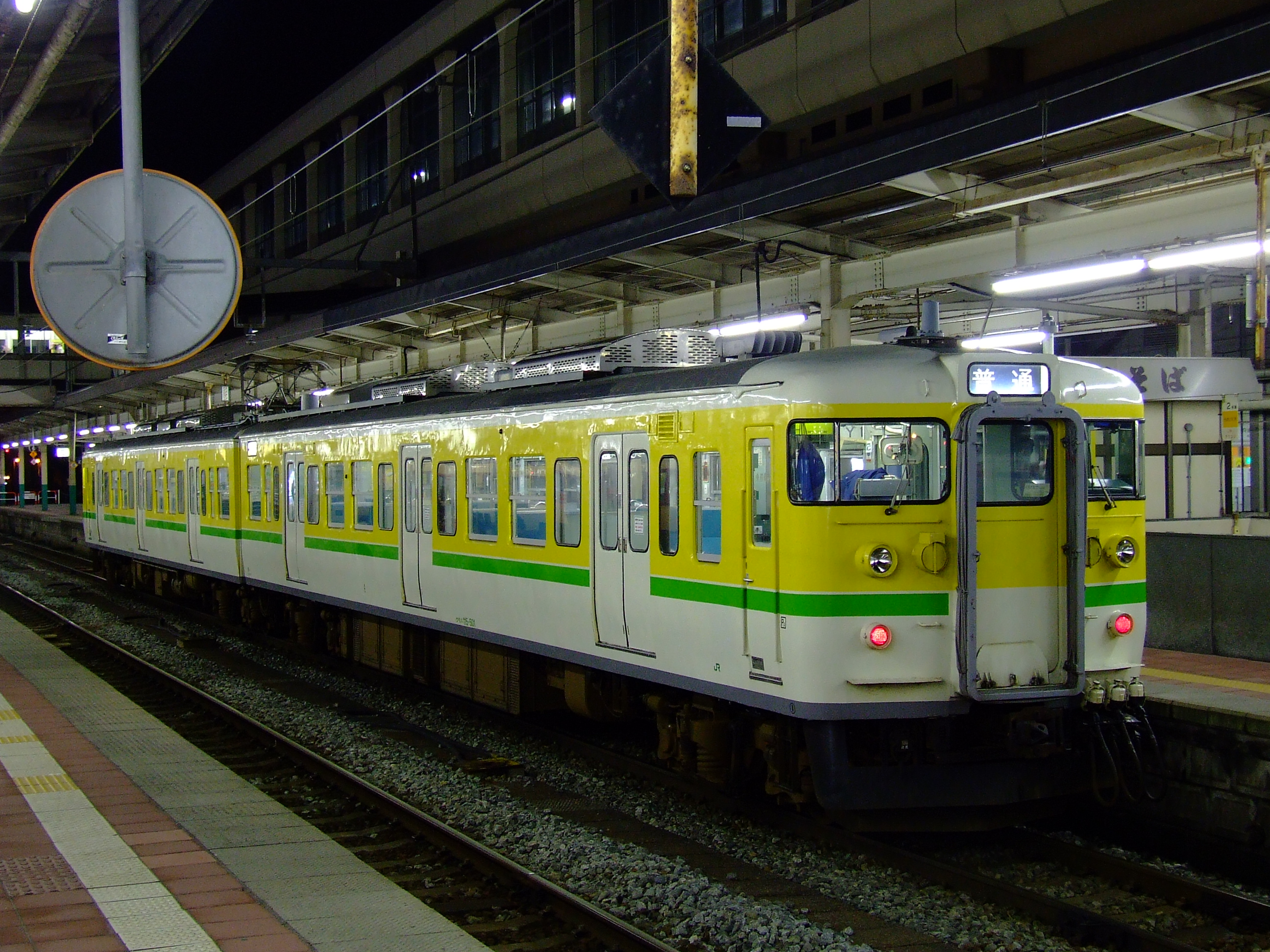
Série 115
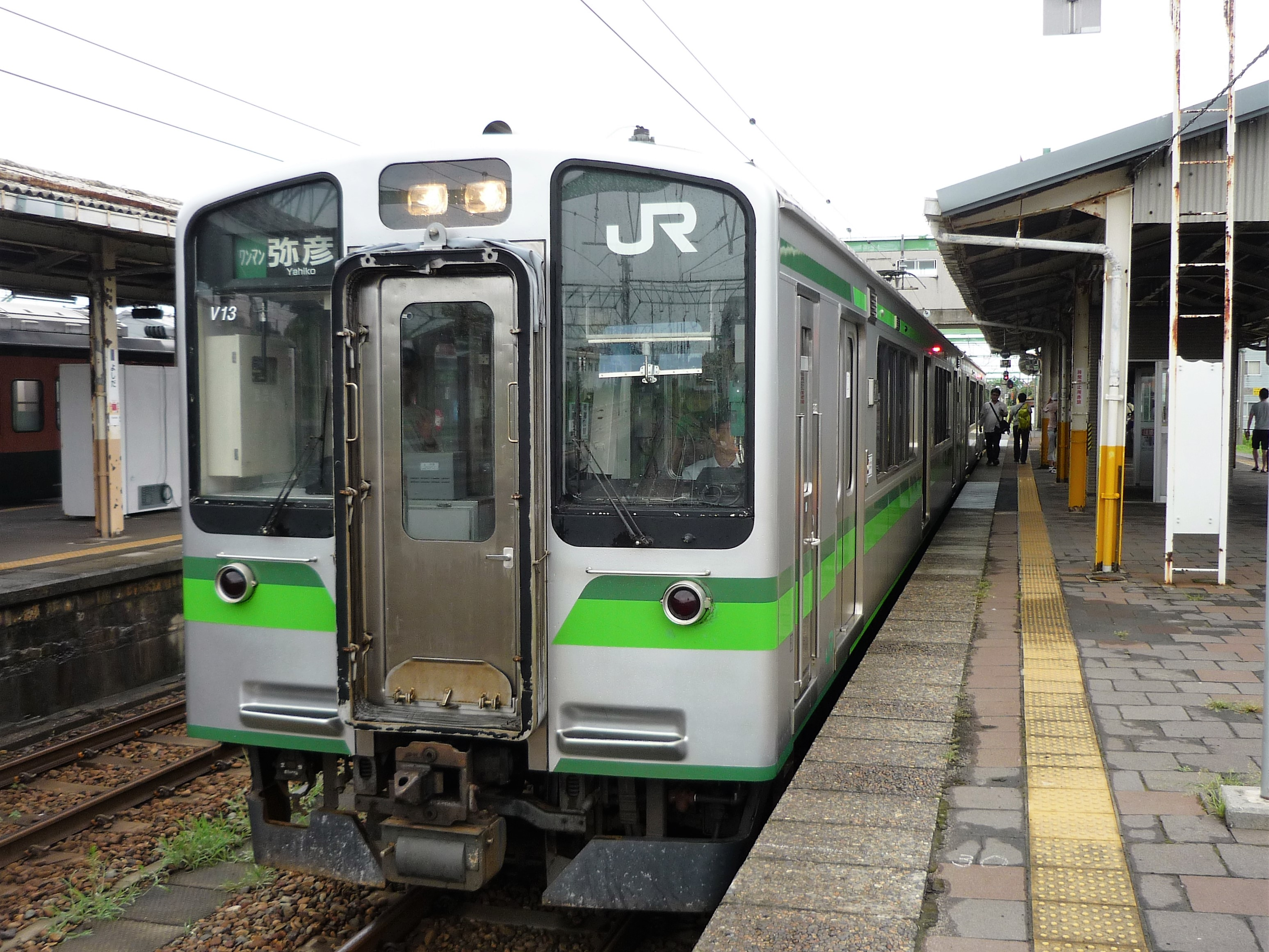
Série E127